# Артур и Џорџ
„Артур и Џорџ“ (енгл. Arthur & George) је десети роман британског писца Џулијана Барнса објављен за енглеско тржиште 7. јула 2005. године. Књигу је 2006. године на српском тржишту објавила издавачка кућа „Геопоетика“.